# Elena Ferrara
Elena Ferrara (Brescia, 18 marzo 1958) è una politica italiana.

## Biografia
Nata a Brescia nel 1958, vive ad Oleggio, in provincia di Novara. Dopo aver conseguito la maturità scientifica e magistrale, si è laureata al DAMS dell'Università di Bologna.

## Attività politica

### Amministrazione locale
Dal 1995 al 1999 è consigliera comunale di Oleggio e ricopre anche la carica di assessore. Nel 1999 passa all’opposizione mantenendo il seggio in Consiglio comunale.
Alle elezioni comunali in Piemonte del 2004 si candida a sindaco di Oleggio con la lista civica di centro-sinistra "Per Oleggio", venendo eletta e mantenendo l'incarico fino al 2009, quando viene sconfitta dal candidato di centrodestra Massimo Marcassa, rimanendo in consiglio comunale fino al 2014 come capogruppo di minoranza.
Iscritta al Partito Democratico nel 2009, è stata segretaria provinciale del PD, partecipando alla campagna elettorale che porta la coalizione di centro-sinistra a governare la città di Novara nel 2011.

### Elezione a senatrice
Alle elezioni politiche del 2013 viene eletta al Senato della Repubblica nelle liste del Partito Democratico nella circoscrizione Piemonte. Nel corso della XVII Legislatura ha fatto parte della 7ª Commissione Istruzione pubblica e beni culturali, della Commissione straordinaria per la tutela e la promozione dei diritti umani, della Commissione bicamerale per l'infanzia e l'adolescenza, della 9ª Commissione Agricoltura e produzione agroalimentare e della Commissione parlamentare d'inchiesta sul fenomeno delle intimidazioni nei confronti degli amministratori locali, oltre ad essere stata la prima firmataria della Legge 71/2017 di contrasto al fenomeno cyberbullismo.
Alle politiche del 4 marzo 2018 viene ricandidata al Senato nel collegio uninominale di Novara, ma non viene eletta, arrivando terza dietro all'esponente del centro-destra Gaetano Nastri (46,41%) e al candidato del Movimento 5 Stelle Fabio Barbieri (23,9%).

### Attività educative
Nel 2019 ha partecipato in qualità di Ospite d'Onore/Docente all'Euroschool Festival.